# The Mystery of the Throne Room
The Mystery of the Throne Room est un film muet américain réalisé par Francis Ford et sorti en 1915.

## Fiche technique
- Réalisation : Francis Ford
- Scénario : Grace Cunard
- Durée : 20 minutes
- Date de sortie :  États-Unis : 5 janvier 1915

## Distribution
- Grace Cunard : Lady Raffles
- Francis Ford : Phil Kelly
- Harry Schumm
- Duke Worne
- Wilbur Higby